# 宮元静雄
宮元 静雄（みやもと しずお、1908年〈明治41年〉7月15日 - 2000年〈平成12年〉9月23日）は、大日本帝国陸軍軍人。最終階級は陸軍中佐。

## 生涯
鹿児島県鹿児島市に生まれる。1932年（昭和7年）7月、陸軍士官学校（44期）を卒業。1939年（昭和14年）11月、陸軍大学校（52期）を卒業した。熱河作戦に従軍。
1944年（昭和19年）5月、第16軍後方及び作戦参謀としてジャワ島に赴任した。終戦時は作戦参謀で、階級は中佐だった。
スカルノによるインドネシア独立宣言後、現地では連合国軍から原住民の集会禁止命令を受けていたが、9月19日イカダ広場で集会が計画され、大群衆が集まりつつあった。一触即発の危機を感じた宮元は、司令官の許可を受けるいとまがなく、処罰覚悟で独断で群衆を広場に入れるよう指示した（尾花高級参謀から追認）。
その後イカダ広場ではインドネシア独立に向けたスカルノの演説集会が行われ、宮元もひな壇で演説を聞いた。この演説集会の模様はインドネシア各地に伝えられて、住民の独立への意欲を掻き立てた。モハマッド・ナシール元首相は「この集会で、スカルノ氏とハッタ氏が並んで国家戦略を明示し、国民に犠牲を要望したのです。国民全部が独立に命をかけるんだ、と決心しました。許可したのは宮元参謀だと聞いてますが、そうですか。インドネシアの指導者はみんな深く感謝してます。永久に忘れません。」と話している。
1947年（昭和22年）4月に復員。帰国後、『ジャワ終戦処理記』（ジャワ終戦処理記刊行会　1973年）を著す。